# Ca Tost
Ca Tost, antiga seu de Banca Catalana, és un edifici d'habitatges de Valls (Alt Camp) protegit com a Bé Cultural d'Interès Local.

## Descripció
Edifici que fa cantonada amb el carrer d'en Bosch i que consta de baixos comercials i tres plantes més. A la planta baixa, totes les obertures - tres i quatre als carrers d'En Bosch i González Alba respectivament- tenen muntants i arcs rebaixats petris. Al carrer González Alba es pot veure: a la primera i a la segona planta quatre balcons de volada curta, en canvi a la segona en tenen més i torna a ser minso el voladís de l'únic balcó de la tercera planta. Tots ells tenen els muntants i les llindes lleugerament corbes de pedra Les baranes són de ferro i tenen un dibuix simple. A més, a la tercera planta hi ha tres finestres amb dues obertures petites i una columna al mig, tot el conjunt és emmarcat amb pedra amb dos arcs petits a la part superior.
La façana del carrer Gonzàlez Alba acaba en una cornisa ampla i una barana a la coberta en la qual es combinen parets rectangulars amb espais oberts que allotgen balustres, en nombre total de cinquanta-tres, sèries de tretze i un espai d'onze unitats.
Tota aquesta façana és molt equilibrada i a l'altura del primer pis i al costat dret hi ha una fornícula que conté la imatge votiva de la Mare de Déu amb el Nen en braços, envoltada per dues columnes amb capitells vegetals i un arc de mig punt. El tractament de la façana del carrer d'En Bosch segueix el mateix ritme i qualitat que la façana que podríem considerar principal. Al primer pis, hi ha tres balcons, dos al segon i quatre finestres al tercer pis, amb el mateix estil de disseny que les del carrer González Alba. L'acabament segueix el mateix estil ja referenciat.